# Alyssum dimorphosepalum
Alyssum dimorphosepalum là một loài thực vật có hoa trong họ Cải. Loài này được Eig mô tả khoa học đầu tiên năm 1948.